# Dunning (Nebraska)
Dunning es una villa ubicada en el condado de Blaine en el estado estadounidense de Nebraska. En el Censo de 2010 tenía una población de 103 habitantes y una densidad poblacional de 174,42 personas por km².

## Geografía
Dunning se encuentra ubicada en las coordenadas 41°49′38″N 100°6′16″O / 41.82722, -100.10444. Según la Oficina del Censo de los Estados Unidos, Dunning tiene una superficie total de 0.59 km², de la cual 0.59 km² corresponden a tierra firme y (0%) 0 km² es agua.

## Demografía
Según el censo de 2010, había 103 personas residiendo en Dunning. La densidad de población era de 174,42 hab./km². De los 103 habitantes, Dunning estaba compuesto por el 99.03% blancos, el 0.97% eran afroamericanos, el 0% eran amerindios, el 0% eran asiáticos, el 0% eran isleños del Pacífico, el 0% eran de otras razas y el 0% pertenecían a dos o más razas. Del total de la población el 0% eran hispanos o latinos de cualquier raza.